# 卡尔·阿道夫·盖勒鲁普
卡尔·阿道夫·盖勒鲁普（丹麥語：Karl Adolph Gjellerup，笔名：Epigonos；1857年6月2日—1919年10月13日），丹麦诗人和小说家，和同胞亨利克·蓬托皮丹一起获得了1917年诺贝尔文学奖。寫於1889年的《明娜》和1896年的《磨坊》是蓋勒魯普的代表作。《明娜》有自傳的成份，記述盖勒鲁普的幼年及第一次婚姻破裂的原因。《磨坊》寫磨坊主發現他的愛人與情人相會，出於妒嫉，開動機器把兩人碾死，事後受良心譴責而自殺的故事。上述兩部作品都充滿浪漫主義色彩。

## 生平与创作
卡尔·阿道夫·盖勒鲁普出生于丹麦的一个路德宗牧师家庭，父亲三岁时去世，小盖勒鲁普在哥本哈根由母亲的堂兄、新教牧师约翰尼斯·菲比格抚养长大。菲比格是诗人和学者，通晓多种古文字，使得盖勒鲁普从小就受到丹麦文化传统的熏陶。1874年读完中学后，盖勒鲁普开始攻读神学，当时学界流行从史学上质疑《圣经》，他也开始与一些激进学者接触，成为文论家格奥尔·布兰德斯的狂热支持者，视其为“我们的圣灵骑士”。1878年获哥本哈根大学神学硕士学位。
盖勒鲁普最初的作品描绘丹麦当代社会问题，如《一个观念论者》（1878）描写一个反抗僵化宗教的博学青年。《条顿的学徒》（1882）描写一个憎恨德国却深受德国思想影响的青年，最后在一个德国牧师的侄女那里找到了他的爱。该书具有强烈的自然主义风格，之后的作品受俄罗斯现实主义的影响，如1883年的短篇《G大调》和《罗慕洛斯》即显现出伊万·屠格涅夫的风格，其中《罗慕洛斯》是他在意大利旅行时所写。之后他写了游记《古典的一月》（1884）、《漂泊一年》（1885），脱离了布兰德斯派，他认为自然主义不但能描绘生活的鄙俗，也能展现人性的崇高。
1885年夏盖勒鲁普移居德累斯顿，一直住到1887年秋。他创作了戏剧抒情诗《泰米瑞斯》（1887），这首诗与剧本《勃吕希尔德》（1884）使他获得国家的终身俸，解除了经济之忧。1887年10月，他与布兰德斯的表妹结婚，这已是他的第二次婚姻，此时距离二人初会已然十年。他们定居在赫勒鲁普，盖勒鲁普继续创作。此一时期他创作出了小说代表作《明娜》（1889），该书带有自传色彩。1892年，盖勒鲁普全家迁居德累斯顿。他的戏剧《乌桑》（1893）、《雅涅王》（1893）、《毒素与抗毒素》（1898）在达格马剧院上演，获得成功。《大人》（1895）描写官员腐败，遭皇家剧院拒演，最后在“学生中心”得以上演。
1894年发表的奇情小说《莫尔斯牧师》是其首部德文作品。《磨坊》（1896）是其较重要的一部德文小说，描写一位年轻医生转信天意。其后期的作品带有越来越浓的东方宗教色彩。1917年，盖勒鲁普获诺贝尔文学奖，1919年在德累斯顿附近的克洛彻逝世。

## 主题与风格
1881年盖勒鲁普就因发表《遗传与道德》拥护达尔文主义受到丹麦教会谴责。同年发表的诗集《红山楂》体现出拜伦、雪莱的影响，充满浪漫主义情调。在《一个观念论者》、《青年丹麦》中，他还徘徊于自由主义与宗教正统之间，而《条顿的学徒》则突出的体现了他的反神论思想。《勃吕希尔德》取材于古代西古德与勃吕希尔德的爱情传说，受到席勒《阴谋与爱情》的影响，宣扬爱情至上，出版后受到一些非议。历史故事、民间诗歌和北欧传说往往是他戏剧的题材来源。1890年代开始，盖勒鲁普转向佛教的出世思想，并受到叔本华的影响，《卡玛尼特朝圣记》（1896）、《牺牲之火》（1904）和《漫游世界》（1910）便体现了这种倾向。《黄金的树叶》（1917）是其最后的作品，以提比略统治时期为背景，回归了传统基督教思想。
《明娜》采用第一人称叙事，突出体现了盖勒鲁普回忆、内省的风格，表现了“爱而不得其爱”的主题，深入的刻画了女性的心理。明娜是一位追求纯净的柔弱女子，她的初恋是一位画家，他拥有她过去的所有有价值的回忆，却只把这当做一场游戏。后来，明娜遇到了芬格，两人的感情越深入，就越难容忍对方的隐秘。然而，感性最终压倒理性，明娜最后选择了画家，却没能得到幸福，反而失去了一切。全书充满了一种对命运无法把握的悲剧感。《磨坊》写了西兰岛上的普通磨坊，磨坊象征着现实世界与神意世界的联系。通过对超自然现象和感觉的描写，盖勒鲁普营造出一种扑朔迷离的氛围。最终，磨坊主由迷误走向受难，磨坊也在雷雨中毁灭。
盖勒鲁普擅长的，是细致的剖析人性的一些方面、生活的一些过程，情感戏剧、理想冲突是其着力表现的内容。他频繁描绘生命现象与道德价值、意识与潜意识的冲突，而很少从广度和深度上发掘历史和现实。现代文明的局限在其笔下得以展现。其晚期作品日趋神秘，关注精神的拯救和解脱。